# الحريات الأربع (نورمان روكويل)
الحريات الأربع (بالإنجليزية: Four Freedoms)‏ هي عبارة عن سلسلة من أربع لوحات زيتية للفنان الأميركي نورمان روكويل تم اصدارها سنة 1943. لوحات، حرية التعبير، حرية العبادة، التحرر من الحاجة، والتحرر من الخوف هي كل حوالي 45.75 بوصة (116.2 سم) × 35.5 بوصة (90 سم) وهم الآن في متحف نورمان روكويل في ستوكبريدج، ماساشوستس.. وترتكز هذه السلسلة على الأهداف المعروفة باسم الحريات الأربع التي أعلنها الرئيس ال32 للولايات المتحدة،فرانكلين روزفلت، في خطابه في 6 يناير 1941.

حرية التعبير
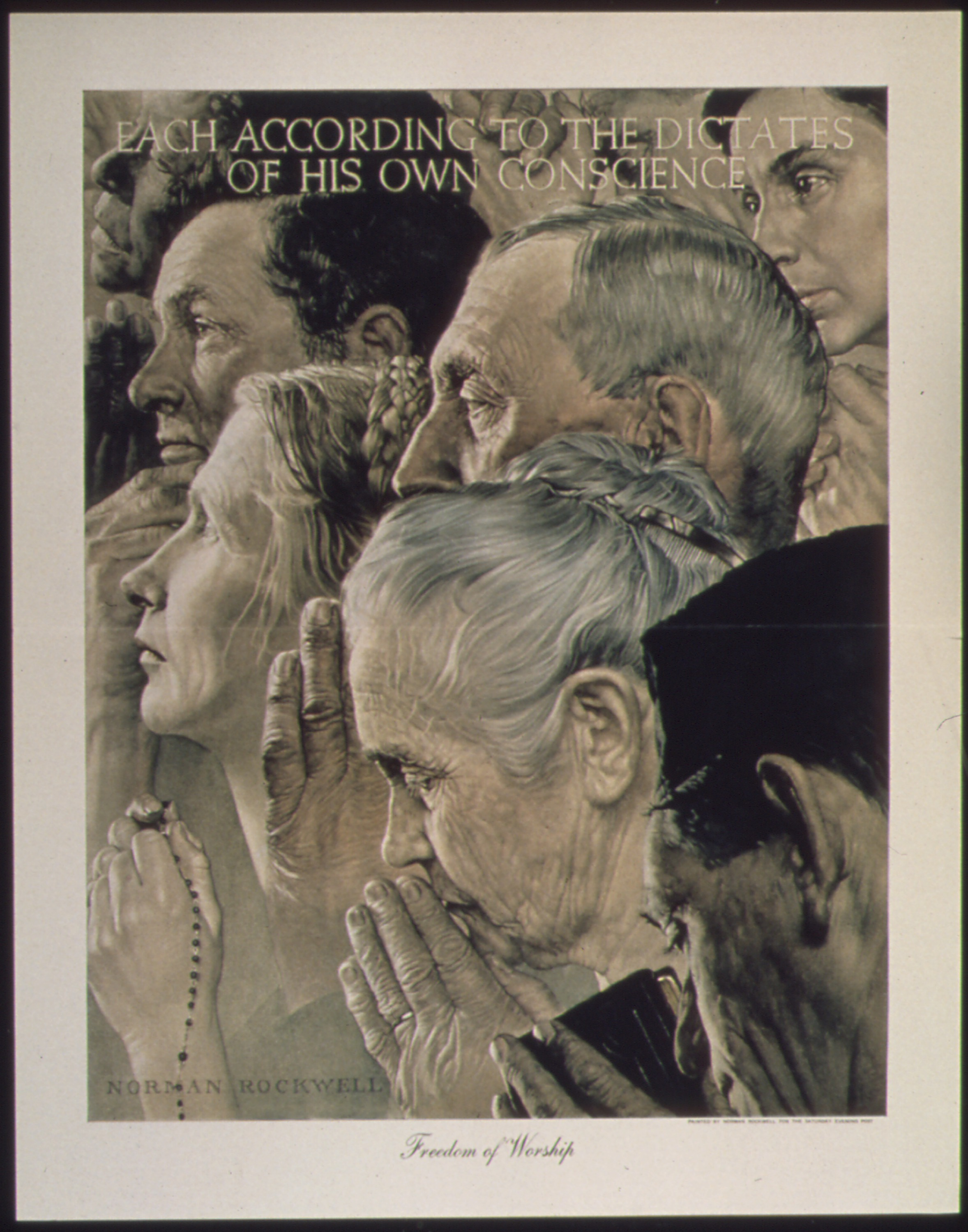
حرية العبادة
التحرر من الحاجة